# Deloitte Touche Tohmatsu
Deloitte Touche Tohmatsu (DTT) is een internationale organisatie op het gebied van de financiële en zakelijke dienstverlening. De Nederlandse memberfirm van de organisatie opereert onder de naam Deloitte.
Deloitte Touche Tohmatsu is een organisatie van zelfstandige memberfirms, die zich richt op het leveren van de hoogkwalitatieve dienstverlening en advies. De dienstverlening is gebaseerd op een wereldwijde strategie voor circa 150 landen. Daartoe is de expertise beschikbaar van 345.374 (2021) professionals in alle werelddelen en van de memberfirms met hun vestigingen.
Dienstverlening wordt geboden in vier professionele disciplines:
- Accountancy
- Belastingadvies
- Consultancy
- Juridisch advies

De memberfirms werken voor zowel de grootste wereldwijde ondernemingen, nationale bedrijven, de publieke sector als voor snelgroeiende bedrijven.
De organisatie is vernoemd naar de oprichter, William Welch Deloitte.